# Dylan Cease
Dylan Edward Cease (Milton, 28 dicembre 1995) è un giocatore di baseball statunitense, di ruolo lanciatore.
Cease lancia per i San Diego Padres, una delle squadre appartenenti alla Major League Baseball. Prima dei Padres ha giocato per i Chicago White Sox.
Cease è stato scelto al Draft 2014 dai Chicago Cubs, per poi essere ceduto ai White Sox nel 2017. Il suo debutto in MLB con i White Sox risale al 2019, squadra con cui ha giocato fino al 2023, quando è stato ceduto ai Padres.

## Biografia
Dylan Cease nasce il 28 dicembre 1998 a Milton, in Georgia da Anne Cease e Jeff Cease; quest'ultimo ex-giocatore di football durante il suo periodo scolastico nella high-school. Il ramo familiare di suo padre è di origine ebraica e sua nonna materna, Betty Cease, è stata una giocatrice di baseball professionistica.

## Carriera

### High schoolecollege
Cease comincia a giocare a baseball nella squadra della sua high school, la Milton High School. La velocità della sua fastball è immediatamente degna di nota, raggiungendo un range tra le 91 e le 95 miglia orarie (146–153 km/h), con un picco raggiunto di ben 98 miglia orarie (158 km/h). Oltre ad essere impiegato come lanciatore, Cease viene anche impiegato come interbase. Nel 2013, al suo secondo anno nella high school, Cease ottiene un record stagionale di 9-0 con 0.81 ERA e 100 K in 69.1 IP, ottenendo il titolo statale. L'anno successivo, nel 2014, Cease e la sua scuola raggiungono nuovamente le finali statali ma vengono sconfitti dalla Lambert High School. In questo periodo, durante le estati ottiene la nomina al Team Elite nel torneo estivo di Winder (Georgia), oltreché l'invito al Perfect Game National Showcase e al Perfect Game All-American Classic. Grazie ai suoi eccellenti risultati, Cease ottiene la possibilità di ottenere una borsa di studio dalla Vanderbilt University per giocare con la sua squadra di baseball.
Prima del suo ultimo anno a Vanderbilt, Jonathan Mayo (giornalista per il sito mlb.com) indica Cease come una possibile scelta al primo giro del Draft 2014. Il 3 marzo 2014, durante una partita nella sua ultima stagione a Vanderbilt, Cease esce dal campo con un dolore al gomito, più tardi diagnosticato come una rottura parziale del legamento collaterale ulnare.

### Major League Baseball

#### Chicago Cubs
A causa del suo infortunio, Cease viene scelto solo al sesto giro del Draft 2014 dai Chicago Cubs. Con questi firma un contratto con un bonus alla firma di 1,5 milioni di dollari (ben al di sopra della cifra normalmente concessa come bonus ad un giocatore scelto al sesto giro). Subito dopo la firma del contratto, Cease si sottopone all'intervento chirurgico di ricostruzione del legamento.
Solo nel maggio 2015 Cease ritorna sul monte di lancio per la squadra affiliata ai Cubs degli Arizona Cubs (squadra di livello Rookie della Arizona League). In 11 partite disputate con gli Arizona Cubs (di cui 8 come starter), Cease concede soltanto una media di .145 ai battitori avversari. Alla fine della stagione 2015, l'autorevole rivista Baseball America lo considera come il secondo miglior prospetto futuro di tutta la Arizona League.
Nel 2016 i Cubs fanno salire di livello Cease, aggregandolo al roster degli Eugene Emeralds (di livello A) della Northwest League. Con gli Emeralds Cease registra un record di 2 vittorie e 0 sconfitte, registrando una ERA di 2.22 e 66 strikeouts in 44.2 inning lanciati (con un ratio K/9 di 13.3) e tenendo i battitori avversari ad una media di .175. Viene selezionato nella formazione All-Star della Northwest League Post-Season e Baseball America lo tiene nuovamente in considerazione, nominandolo nella sua selezione All-Star di A-level.
La stagione 2017 Cease sale nuovamente di categoria, con i Cubs che lo portano ai South Bend Cubs della Midwest League (sempre di livello A, ma che disputano una stagione più lunga). In questa stagione registra una ERA di 2.79 e un record di 1-2 in 13 partenze. Cease riesce anche ad essere nominato nella formazione All-Star della Midwest League di metà stagione.

#### Chicago White Sox

##### 2017-2019
Il 13 luglio 2017 i Cubs chiudono una trade con i Chicago White Sox, con la quale cedono Cease, Eloy Jiménez, Matt Rose e Bryant Flete in cambio di José Quintana. La sua nuova squadra lo assegna al roster dei Kannapolis Intimidators, appartenenti alla South Atlantic League (sempre di livello A). In 22 partenze sul monte di lancio tra South Bend e Kannapolis, nel 2017 Cease registra un pessimo record di 1-10, con 3.28 ERA, ma con 126 K in ben 93.1 IP (il massimo di carriera per Cease fino a quel momento), con una media di 12.2 K/9 e una media battuta avversaria di .221.
La successiva stagione 2018 per Cease comincia aggregato ai Winston-Salem Dash della Carolina League (di livello High-A), con cui migliora nettamente le sue prestazioni: un record di 9-2 (3° in tutta la Carolina League) e una ERA di 2.89. A metà stagione, i Cubs decidono di farlo salire di categoria, spostandolo ai Birmingham Barons della Southern League (AA). È la stagione dell'esplosione di Cease, che tra Dash e Barons registra un record di 12-2 in 23 partenze, una ERA di 2.40 in 124 IP, con 160 K (e una media K/9 di 11.2) e una media battuta avversaria di .189. Cease viene scelto per rappresentare i White Sox all'All-Star Futures Game del 2018 e nominato Pitcher of the Year dal MLB Pipeline, come anche nella selezione All-Star della Carolina League di metà stagione. I White Sox decidono di inserirlo nel 40-man roster della squadra MLB dopo la conclusione della stagione 2018.
Con la stagione 2019 Cease passa agli Charlotte Knights della International League (AAA), con il tasca il posto nel roster dei White Sox. Grazie ai suoi ottimi risultati, Cease sale per la prima volta in MLB il 3 luglio 2019 e al suo debutto nelle majors lancia 5 inning, concede 3 punti agli avversari, ottiene 6 strikeout e la vittoria. Cease conclude la stagione 2019 con un record di 4-7 e una ERA di 5.79 in 73 IP. La sua media strikeout di 9.99 è stata la più alta mai registrata da un esordiente in maglia White Sox (con almeno 10 partenze), anche grazie ad una fastball sulle 96.6 miglia orarie di media e una punta massima raggiunta di 100.1 miglia orarie.

##### 2020-2021
La stagione 2020 per Cease è una stagione di riequilibrio, con un record stagionale di 5-4 e una ERA di 4.01. Concede una media BB/9 di 5.25, mostrando una perdita di controllo della zona di strike, e una media HR/9 di 1.85. Questo nonostante la sua velocità della fastball rimanga costante, con una media di 97.5 miglia orarie.
Il 4 maggio 2021 mette a segno il suo primo singolo in MLB come battitore, durante una partita contro i Cincinnati Reds. In quella stessa partita Cease batte altre due valide, mentre sul monte di lancio concede una sola valida ai Reds e fa registrare ben 11 K in una partita che i White Sox vincono nettamente con il punteggio di 9-0. Quello stesso 2021 è la stagione della rinascita per Cease, che in ben 32 partenze sul monte di lancio registra un record di 13-7 (le sue 13 vittorie lo piazzano al 5º posto tra tutti i pitchers dell'American League) e una ERA di 3.91 in 165.2 IP, con 226 K e 68 BB. Cease ha la miglior media K/9 di tutta la American League (12.3), anche se fa registrare ben 13 wild pitches e una media di valide concesse H/) di ben 7.55. Il 2021 è anche l'anno in cui Cease compie la sua prima apparizione in una partita dei playoff, lanciando come partente in Gara 3 delle ALDS 2021 contro gli Houston Astros: la sua prestazione è però deludente, rimanendo sul monte di lancio solo 1.2 inning avendo concesso subito 3 punti agli avversari con 2 K (anche se i suoi White Sox riusciranno a battere comunque gli Astros con il punteggio di 12-6).

##### 2022
La prima parte della stagione 2022 per Cease è fantastica: nel solo mese di giugno 2022 registra una ERA di 0.33 con un solo punto concesso in 27.1 IP su 5 partenze, lanciando ben 45 K. Con le sue prestazioni Cease viene nominato American League Pitcher of the Month. Rivince il premio nel successivo mese di luglio, con un record di 5-1 in 6 starts e una ERA di 0.76, con 40 K in 35.2 IP. La straordinaria stagione 2022 per Cease si impreziosisce il 3 settembre, quando non concede nessuna valida in 8.2 IP lanciati contro i Minnesota Twins: il suo tentativo di ottenere il no-hitter si ferma all'ottavo inning quando il seconda base dei Twins Luis Arráez batte un singolo verso il centro del campo. Cease non viene comunque rimosso dal monte di lancio e chiude tutta la gara (è il suo primo complete game della sua carriera) avendo concesso solo una valida e 2 BB, con ben 7 K.
La stagione 2022 di Cease si chiude con un record di 14-8 (le sue 14 vittorie lo piazzano al 7º posto tra tutti i pitchers dell'American League), una ERA di 2.20 (2° in tutta l'American League) in 32 partenze sul monte, lanciando in 184 IP 227 strikeout. È il 3° lanciatore di tutta l'American League per media K/9 (12.28) e 2° per media H/9 (6.16 valide). D'altro canto nel 2022 è anche il lanciatore che concede un'alta alta media BB/9 (la sua walk percentuage è di 10.4, avendo concesso ben 78 BB in tutta la stagione). Curiosamente nel 2022 è stato il lanciatore che ha lanciato più sliders e con una velocità di appena 77.8 miglia orarie è stato il lanciatore nel 2022 con la changeup più lenta di tutta la lega. Nel suo arsenale di lanci si perfeziona una slider da 87 miglia orarie e una four seam fastball di 97 miglia orarie, insieme ad una curveball da 81 miglia orarie. Nelle votazioni per il Cy Young Award, Dylan Cease finisce secondo dietro soltanto al pitcher degli Astros Justin Verlander, ma viene tuttavia nominato nell'All-MLB Second Team.

##### 2023-2024
Il 13 gennaio 2023 Dylan Cease firma un prolungamento del suo contratto con i Chicago White Sox per un anno a 5.7 milioni di dollari, evitando la procedura dell'arbitration. In occasione del World Baseball Classic, Cease viene preselezionato sia da Israele che dalla squadra statunitense, ma decide di non partecipare alla manifestazione. Il 2023 di Cease si conclude con una ERA di 4.58 in 117 IP.
Nella successiva stagione 2024, Cease e i White Sox evitano nuovamente l'arbitration, chiudendo un altro accordo annuale a 8 milioni di dollari.

#### San Diego Padres
Il 13 marzo 2024, i White Sox concludono una trade con i San Diego Padres: Chicago cede Cease in cambio di Steven Wilson, Drew Thorpe, Jairo Iriarte e Samuel Zavala.

## Vita privata
Cease ha un fratello gemello, Alec, che ha giocato a baseball militando nella squadra della Milton High School come catcher e terza base.
Cease è un appassionato giocatore di disc golf e insieme al sei volte campione Paul McBeth ha acquistato due terreni in cui poter costruire campi per questa disciplina.
Cease è inoltre un assiduo praticamente di meditazione e ha scelto sempre l'84 come numero di maglia come le 84 asana dello Hatha Yoga.